# محمود کوت
محمود کوت (به انگلیسی: Mehmood Kot) یک منطقهٔ مسکونی در پاکستان است که در پنجاب واقع شده‌است.